# Zahreblea, Malîn
Zahreblea (în ucraineană Загребля) este un sat în comuna Barvinkî din raionul Malîn, regiunea Jîtomîr, Ucraina.

## Demografie
Componența lingvistică a localității Zahreblea
     Ucraineană (99,15%)
     Alte limbi (0,85%)
Conform recensământului din 2001, majoritatea populației localității Zahreblea era vorbitoare de ucraineană (99,15%), existând în minoritate și vorbitori de alte limbi.